# دينيز برادلي
دينيز برادلي (بالإنجليزية: Denise Bradley)‏ هي أكاديمية أسترالية، ولدت في 23 مارس 1942 في سيدني في أستراليا.